# Sulfoguaiacolo
Il sulfoguaiacolo (anche noto come solfoguaiacolo, potassio idrossimetossibenzensulfonato, guaiacolsulfonato di potassio, sale monopotassico dell'acido idrossimetossibenzensolfonico) è un composto ad attività mucolitica a livello delle vie aeree. Il farmaco viene spesso associato a farmaci antiallergici, balsamici e mucolitici. Il sale di calcio della molecola trova le stesse applicazioni del sale di potassio.

## Caratteristiche fisico-chimiche
Il composto si presenta in cristalli o come polvere cristallina di colore bianco, senza odore, dal sapore leggermente amaro. La sostanza è molto solubile in acqua (1:7,5), praticamente insolubile in etanolo, insolubile in etere. Per esposizione all'aria e alla luce assume gradualmente colorazione rosa. Le soluzioni acquose risultano neutre alla cartina al tornasole.
Il punto di fusione varierebbe a seconda dei campioni da 205 e 220 °C.
Il sulfoguaiacolo è incompatibile con resorcina, a-naftolo, sodio salicilato (formazione di miscele pastose colorate), con sali di ferro (soluzioni colorate), con sali di alcaloidi (formazione di precipitati).

## Usi clinici
Il sulfoguaiacolo è impiegato come espettorante, nella terapia sintomatica dei disturbi delle vie respiratorie che si associano a tosse e produzione di catarro.
Il sulfoguaiacolo è stato impiegato anche come disinfettante intestinale, spesso in associazione ad antibiotici (ad esempio tetracicline).

## Effetti collaterali e indesiderati
I principali effetti avversi sono di natura gastrointestinale e particolarmente, dispepsia, nausea, vomito e più raramente dolore addominale.

## Controindicazioni
Il composto è controindicato nei soggetti con ipersensibilità nota al principio attivo, al guaiacolo ed altre molecole chimicamente correlate.

## Dosi terapeutiche
La molecola viene utilizzata per via orale, essendo disponibile come compresse o nella forma di sciroppo, a dosaggi fino a 160 mg ogni 4-6 ore.  Il farmaco ha un'azione più debole del guaiacolo, rispetto al quale è però meglio tollerato.